# 구덕고등학교
구덕고등학교(九悳高等學校)는 대한민국 부산광역시 사상구 학장동에 있는 공립 고등학교이다.

## 학교 연혁
- 1984년 12월 27일 : 가산고등학교 30학급 인가
- 1985년 3월 5일 : 개교 및 입학식(586명)
- 1986년 3월 1일 : 구덕고등학교로 교명 변경, 교가 제정
- 1988년 2월 11일 : 제1회 졸업식 (554명)
- 2001년 11월 30일 : 디지털 도서관 개관
- 2002년 3월 1일 : 신관 교실 신축
- 2003년 3월 1일 : 교육인적자원부 도서관 운영 정책 연구학교(~2005. 02)
- 2003년 4월 30일 : 학생ㆍ교직원 식당, 조리실 이전 완공
- 2003년 6월 19일 : 승학관 완공
- 2024년 2월 8일 : 제37회 졸업식(130명, 총 졸업생 13,976명)
- 2024년 3월 1일 : 제17대 설보경 교장 취임
- 2024년 3월 4일 : 제40회 입학(141명)

## 참고 자료
- 구덕고등학교 - 한국교육학술정보원 학교알리미